# Eugène Anarella
Eugène Anarella, né à Bastia le 8 mai 1917 et mort à Marseille le 4 février 1980, est un auteur de chansons corses connues et interprétées par des chanteurs célèbres en Corse comme Charles Rocchi et Antoine Ciosi comme l'atteste Dominique Lanzalavi dans son livre paru aux éditions Albiana, Cabarets corses au temps des guitares et le journal A Piazzetta.,.

## Biographie
Eugène Martin Anarella est né à Bastia le 8 mai 1917,, et mort à Marseille le 4 février 1980,,. Fils d'un marin, Sébastien Anarella et d'une couturière Marie Lucie Pontinelli, il a passé son enfance dans le quartier où se trouve la place du marché à Bastia, puis comme son père, il est devenu marin, il s'est installé à Marseille au quartier de la Joliette.

## Chansons
Anarella a écrit de nombreuses chansons, essentiellement dans les années 1960. On en trouve neuf sur le moteur de recherche en ligne de la SACEM. En voici la liste :
- Macchiarone (Chanson inédite)
- Libecciu Corsu
- Serenata à tè Maria
- Tango di Furiani
- I Stradaghi (I Stradaghji, dans l'orthographe actuelle)
- Amigu Mulateru (Amicu mulatteru)
- Spunta u sole in Bastia
- A Falada di Ficaghiola (A Falata di Ficaghjola)
- U Campanile di San Guiva (U Campanile di San Ghjuvà)

Absente du moteur
- Racontami Bastia (Chanson inédite)[11],[12]

## Bastia
Comme le fait remarquer le journal en langue corse A Piazzetta du 2 juillet 2017, plusieurs chansons portent sur la ville de Bastia : U Campanile di San Ghjuvà qui évoque l'église Saint Jean Baptiste de Bastia mais aussi l'ensemble de la ville, A Falata di a Ficaghjola qui décrit le chemin qui descend à la plage de Bastia : a Ficaghjola. On peut ajouter Spunta u sole in Bastia ou encore le Tango di Furiani.
Voici ce que nous dit le journal A Piazzetta : « Les chansons d'Eugène Anarella. Une place de la Citadelle porte le nom de l'auteur de ces chefs-d'œuvre que sont U campanile di San Ghjuvà et A Falata di Ficaghjola. C'est Charles Rocchi qui les a popularisées).« E canzone d'Eugène Annarella. Una piazzetta in citatella porta u nome di l'autore di sti capidopera chì sò « U campanile di San Ghjuvà » è « A Falata di Ficaghjola ». Hè Carlu Rocchi chì l'hà pupularizati. » (Original de la citation).
Une émission de radio Un ghjornu, una canzona de Marcandria Castellani sur France Bleu RCFM le jeudi 20 mai 2021 évoque en langue corse le génie d'Eugène Anarella pour parler de Bastia.
Citation de Un ghjornu, una canzona : « U campanile di San Ghjuvà de Charles Rocchi. La chanson est l’une des nombreuses œuvres d’Eugène Anarella. Cet auteur compositeur naît à Bastia en 1917 et laisse derrière lui les plus beaux chants en l’honneur de la ville de Bastia. (Original en langue corse : « Charles Rocchi - U campanile di San Ghjuvà : U campanile di San Ghjuvà di Carlu Rocchi. A canzona hè una de e numerose opare di Eugène Anarella. St'autore compositore nasce in Bastia in 1917 è lascia daretta ellu i più belli canti in onore di a cità Bastiaccia »).
Un article d'Arritti du 30 juillet 2022, hebdomadaire en langue corse évoque également les chansons sur le thème de la ville de Bastia, il publie le texte de l'une d'entre elles, U campanile di San Ghjuvà .  Voici ce que dit l'article : (Traduction française de la citation) « Voici un chant qui a bercé plusieurs générations bastiaises. Un des plus beaux chants de Corse qui donne son point de vue sur un passé de traditions et de vie bastiaise. Il a été écrit par l'auteur compositeur Eugène Anarella (1917-1980), connu par tant de chansons célèbres, U Campanile di San’Ghjuvà, a Falata di Ficaghjola, Serenata à tè Maria, Amicu Mulatteru… Fils de la place du marché, Eugène Anarella nous a laissé un véritable trésor de culture, qui a été repris par Charles Rocchi puis par tant de chanteurs depuis. (Original en langue corse :« Eccu un cantu ch’hà viculatu parechje generazioni bastiaccie. Unu di i più belli canti di Corsica da a so ochjata ver di un passatu di tradizioni è di vita bastiaccia. Hè statu scrittu da l’autore cumpunitore Eugène Martin Anarella (1917-1980), cunnisciutu per tante canzone celebre, da u Campanile di San’Ghjuvà à a Falata di Ficaghjola, Serenata à tè Maria, Amicu Mulatteru… Figliolu di u Mercà, Eugeniu Anarella ci hà lacatu un veru tesoru di cultura, ch’hè statu ripigliatu da Carlu Rocchi, po da tanti canterini dapoi.
E so òpere sò un magnìficu umagiu à a cità di Bastia ! » 
Son œuvre sur Bastia a valu à Anarella la reconnaissance de la ville: le 13 décembre 2013, une place portant son nom est inaugurée,.

### Livres
Cantu nustrale de Ghjermana de Zerbi aux éditions Albiana, il s'agit d'un recueil de chansons corses avec partitions. Deux chansons d'Anarella y sont présentes : U campanile di San Ghjuvà pages 187 et 188 de la troisième édition, et A Falata di Ficaghjola pages 186 et 187. Ce livre est mis à disposition pour la lecture en ligne par la médiathèque culturelle de la Corse et des Corses.
Dans Cabaret corses au temps des guitares éditions Albiana, Dominique Lanzalavi, parlant des moments festifs et musicaux qui prédominent dans cette époque des cabarets qu'il décrit évoque l'une des chansons d'Anarella : page 19 « L'auteur bastiais Eugène Anarella a très bien retranscrit cette atmosphère dans sa célèbre chanson U Campanile di San Ghjuvà: A sera à u chjar di luna/O quella do venite à facà/ Chitarra è mandulina/Un serinant pudete ascultà/O quanta alegria in Bastia canta e sona/Ancu u libecciu fischjerà/Sopra u campanile di San Ghjuvà... »
Dans l'île d'à côté, Paul Silvani fait un parallèle entre la célèbre chanson Solenzara, écrite par Dominique Marfisi, qu'il qualifie de tube, et U Campanile di San Ghjuvà, d'Eugène Anarella, interprétée par Charles Rocchi : « « Solenzara » devient antienne – un tube dans le langage moderne – et, pendant quelques années, on n’entendra plus qu’elle, ici comme ailleurs puisque Enrico Macias l’a inscrite à son répertoire. Au point qu’en août 62, Charles Rocchi – qui a déjà conquis la notoriété – contre-attaque avec « U campanile di San Ghjuvà » et lance par boutade : « Ah ! ne me parlez plus de Solenzara... » »

### Journaux
Le journal de la ville de Bastia de janvier 2014 rend compte de l'inauguration de la Piazzetta Anarella en page 2. On lira dans cet article que Eugène Anarella a écrit de nombreuses chansons dont certaines sont à la gloire de Bastia justifiant ainsi cet hommage rendu par la ville.

## Discographie

### Disques
Eugène Anarella est présent sur de nombreux disques (vinyles 45 et 33 tours et CD), la liste proposée ci-dessous n'est pas exhaustive.

#### Disques de Charles Rocchi
- U Corsu[21]
- Le Tango di Furiani, Serenata à tè Maria, Amigu Mulateru, Spunta u sole in Bastia[1]
- 30 ans de succès[22]
- Mes chansons préférées[23]; Florilège[24].

#### Disques d'Antoine Ciosi
- Cursichella[25]
- In Bastia : Corsica[26]
- Le prisonnier[27]
- Corsica nostra[28];

#### Autres disques
- La Corse d'hier et d'aujourd'hui (Michel Marty)[29]
- Célèbres chansons corses (Yana Ricci)[30]
- Guitares jubilé : 25 ans de guitare[31]
- Corsicarama : les plus grands succès corses par leurs créateurs[32]
- Les guitares à Paulo[33]
- C'est toute la Corse[34].